# Phố (tiểu thuyết)
Phố là một tiểu thuyết của nhà văn Chu Lai nói về cuộc sống của những người Hà Nội giai đoạn đầu Đổi mới (đầu những năm 1990). Tác giả đã dựa trên truyện ngắn Phố nhà binh viết năm 1991 để viết tiểu thuyết Phố một năm sau đó. Phố được coi là một trong những tác phẩm đặc sắc nhất của Chu Lai viết về cuộc sống của những người bộ đội thời hậu chiến.
Tác phẩm đã được dịch sang tiếng Pháp với tên Rue des soldats (Phố nhà binh) và được chuyển thể thành bộ phim truyền hình được yêu thích Người Hà Nội.

## Nội dung
Bối cảnh của Phố là cuộc sống của những người lính hoặc cựu chiến binh sống trên phố Lý Nam Đế, con phố tập trung các cơ quan và khu tập thể của quân đội ở Hà Nội, giai đoạn đầu những năm Đổi mới. Đó là giai đoạn mà hoàn cảnh kinh tế khó khăn buộc những người bộ đội mới bước ra khỏi cuộc chiến hoặc chỉ làm việc và sống trong môi trường quân ngũ phải làm quen với việc kiếm tiền để đảm bảo cuộc sống.

## Nhân vật
- Gia đình của Nam: Nam là một sĩ quan công binh có trình độ, chiến đấu dũng cảm nhưng lại hiền lành, không biết cách tính toán, bươn chải. Vợ anh là Thảo, con gái vị tướng cấp trên của Nam và là một thiếu tá quân y, cô có vẻ đẹp cổ điển, dịu dàng theo kiểu con gái Hà Nội xưa. Hai người có một con gái là bé Niên Thảo.
- Gia đình của Lãm: Xuất thân là lính trong đơn vị của Nam và từng tham gia Chiến tranh Biên giới, Lãm gặp nhiều khó khăn trong cuộc sống, sau khi giải ngũ anh bị bố anh, ông Khang, vốn là một hiệu trưởng trường Đảng, đuổi khỏi nhà vì cưới một cô gái người miền ngược có nhiều điều tiếng. Hai vợ chồng anh phải sống tạm bợ ngay trên vỉa hè của con phố Lý Nam Đế, thậm chí họ còn cho ra đời hai đứa con ngay trên chính con phố này.
- Trọng Bình, biên kịch điện ảnh, cựu phóng viên quay phim chiến trường và là bạn thân của Nam: Luôn quan tâm đến người khác và nói rất hay về triết lý cuộc sống nhưng Bình lại có cuộc sống riêng không hạnh phúc. Vợ anh ly dị chỉ sau một thời gian chung sống ngắn với lý do Bình không thể trở thành một người chồng tốt. Sau này người phụ nữ thứ hai có tình cảm với anh cũng nhắc lại câu nói này, đó là Loan, em gái của Thảo. Trái ngược với tính cách hiền dịu của chị, Loan là người thẳng tính, ăn nói mạnh mẽ tuy vậy vẫn luôn có những nhận xét tinh tế về những người xung quanh.
- Hùng, cựu sĩ quan, một giám đốc doanh nghiệp thành đạt trong Thành phố Hồ Chí Minh: Thành đạt trong công việc nhưng Hùng luôn lảng tránh khi Loan, trợ lý của anh, nhắc lại câu hỏi vì sao anh chưa có vợ.

## Chuyển thể
Phố đã được chuyển thể thành bộ phim truyền hình Người Hà Nội phát trên Đài Truyền hình Việt Nam. Vai Nam được giao cho diễn viên Hồng Sơn, Lê Khanh là người đảm nhận vai Thảo còn Lãm được giao cho diễn viên miền Nam là Quyền Linh. Bộ phim được đánh giá là thành công khi được chiếu đi chiếu lại nhiều lần. Bài hát chủ đề của phim, Chị tôi của nhạc sĩ Trọng Đài, phổ thơ Đoàn Thị Tảo, do ca sĩ Mỹ Linh thể hiện cũng là bài hát được ưa thích.